# Coutances
Coutances là một xã trong tỉnh Manche, thuộc vùng hành chính Normandie của nước Pháp, có dân số là 9.546 người (thời điểm 1999).

## Nhân khẩu học
| 1962  | 1968  | 1975  | 1982  | 1990  | 1999  |
| ----- | ----- | ----- | ----- | ----- | ----- |
| 8.606 | 9.061 | 9.869 | 9.930 | 9.715 | 9.522 |

## Các thành phố kết nghĩa
- Ilkley, Vương quốc Anh
- Ochsenfurt, Đức
- La Pocatière Canada

## Những người con của thành phố
- Rémy de Gourmont (1858 - 1915), nhà văn